# Genowefa Wiśniowska
Genowefa Wiśniowska z domu Stopa (ur. 4 marca 1949 w Ożarach) – polska polityk, działaczka związkowa, psycholog, ekonomistka, przedsiębiorca. Posłanka na Sejm IV i V kadencji (2001–2007), wicemarszałek Sejmu V kadencji, posłanka do Parlamentu Europejskiego V kadencji.

## Życiorys

### Wykształcenie i praca zawodowa
Ma wykształcenie wyższe. Jest absolwentką: Technikum Ekonomicznego w Legnicy, Studium Kulturalno-Oświatowego we Wrocławiu, a także Wydziału Psychologii Zarządzania Instytutu Ekonomii i Kultury w Moskwie (filia w Warszawie), gdzie ukończyła w 2000 studia z zakresu psychologii zarządzania. Wcześniej podjęła nieukończone ostatecznie studia ekonomiczne na Akademii Ekonomicznej we Wrocławiu.
W latach 1968–1986 była księgową w Zakładach Naprawczych Mechanizacji Rolnictwa w Ząbkowicach Śląskich. Następnie, do 1990 pracowała Wojewódzkim Przedsiębiorstwie Handlu Wewnętrznego w Wałbrzychu. W kolejnych latach prowadziła działalność gospodarczą. Była właścicielką m.in. sklepu w Ząbkowicach Śląskich oraz Zakładu Usługowo-Handlowego.

### Działalność publiczna
Działała w ZHP. W latach 70. była animatorem kultury w oddziale Stowarzyszenia „Pax”. Od 1980 należała do NSZZ „Solidarność”. Pełniła funkcję wiceprzewodniczącej komisji zakładowej związku.
W 1991 wraz z innymi działaczami (między innymi z Andrzejem Lepperem) była współzałożycielką Związku Zawodowego Rolnictwa „Samoobrona”, w którym objęła funkcję sekretarza generalnego. W 1992 współtworzyła partię Przymierze Samoobrona (działającą później pod nazwą Samoobrona Rzeczpospolitej Polskiej), a następnie została jej wiceprzewodniczącą. W wyborach parlamentarnych w 1993 bez powodzenia kandydowała z jej listy do Sejmu w województwie wałbrzyskim (otrzymała 1260 głosów). W latach 2003–2008 przewodniczyła strukturom partii w województwie podlaskim. W latach 90. kierowała biurem krajowym Samoobrony RP w Warszawie.
W wyborach do Sejmu w 2001 z ramienia Samoobrony RP uzyskała mandat poselski z okręgu podlaskiego liczbą 12 587 głosów. W Sejmie IV kadencji była przewodniczącą Komisji Mniejszości Narodowych i Etnicznych, wiceprzewodniczącą Komisji nadzwyczajnej ds. zmian w Regulaminie Sejmu Rzeczypospolitej Polskiej, członkinią Komisji ds. Równego Statusu Kobiet i Mężczyzn, wiceprzewodniczącą Parlamentarnej Grupy Kobiet oraz wiceprzewodniczącą Klubu Parlamentarnego Samoobrony RP. W 2003 została obserwatorem, a od maja do lipca 2004 była posłanką do Parlamentu Europejskiego w ramach delegacji krajowej. Zasiadała w Komisji Spraw Konstytucyjnych PE.
W wyborach w 2005 ponownie została wybrana posłem, uzyskując 10 670 głosów. Od 9 listopada 2005 do 9 grudnia 2005 zasiadała w Komisji Edukacji, Nauki i Młodzieży. 9 listopada 2005 została członkinią i równocześnie zastępcą przewodniczącego Komisji Kultury i Środków Przekazu. Sprawowała obie te funkcje do 12 maja 2006. Była także członkiem stałej delegacji do Zgromadzenia Parlamentarnego Polski, Litwy i Ukrainy. Od października 2005 do maja 2006 pełniła funkcję przewodniczącej klubu parlamentarnego. 9 maja 2006 została wybrana wicemarszałkiem Sejmu V kadencji w miejsce mianowanego kilka dni wcześniej na funkcję wicepremiera i ministra rolnictwa i rozwoju wsi Andrzeja Leppera.
W przedterminowych wyborach parlamentarnych w 2007 nie uzyskała ponownie mandatu (dostała 2813 głosów). W grudniu 2007 zrezygnowała z zasiadania we władzach Samoobrony RP, a następnie wycofała się z działalności politycznej. Wróciła do niej w 2014, kiedy bez powodzenia ubiegała się o mandat radnej sejmiku mazowieckiego z listy SLD Lewica Razem.
Została odznaczona odznakami honorowymi „Zasłużony dla Rolnictwa” i „Zasłużony dla Polskiej Racji Stanu”.

## Życie prywatne
Jest rozwiedziona, ma dwoje dzieci. Została teściową Elżbiety Wiśniowskiej.